# Kalkwerk Leoben

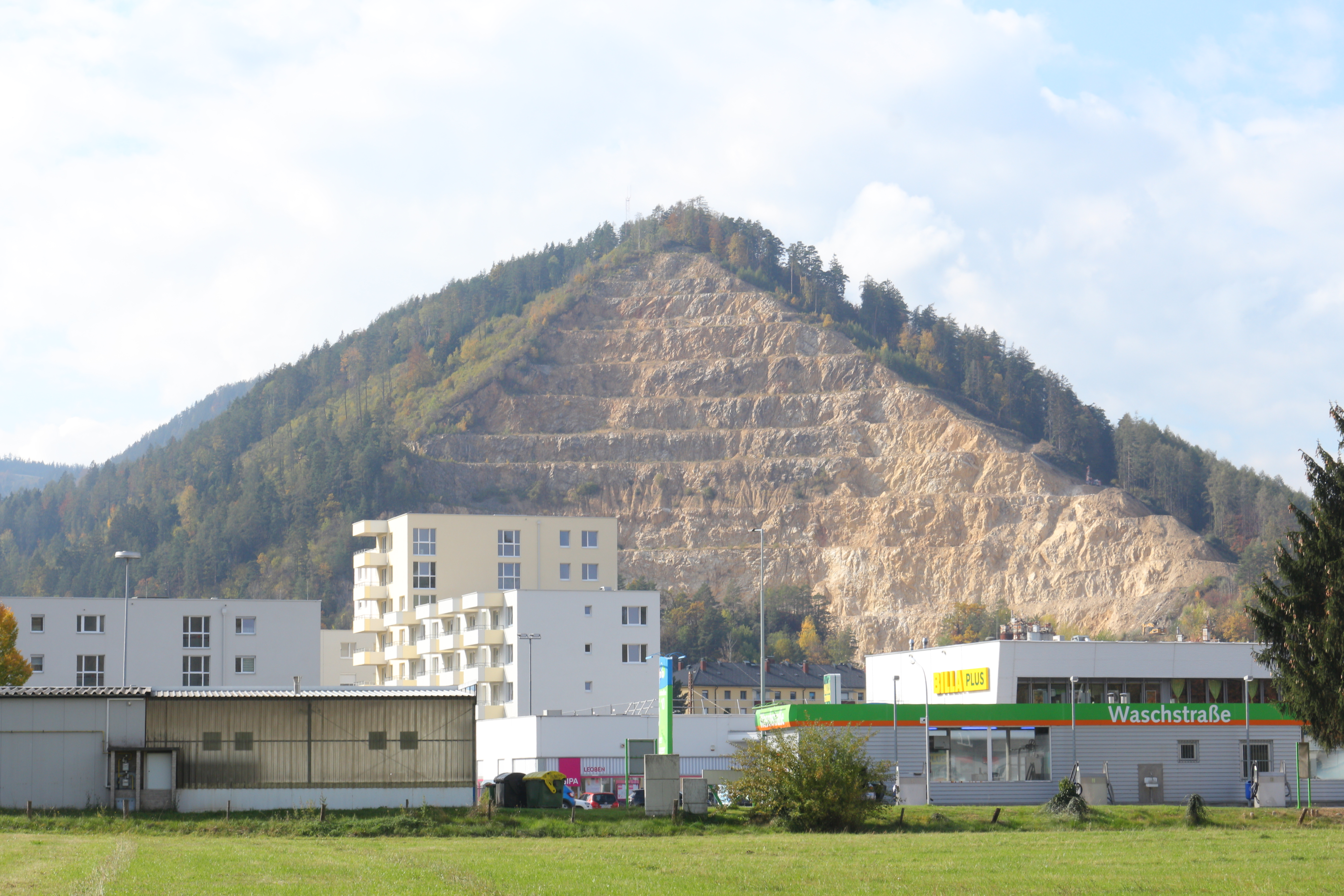
Der Galgenberg ist in Leoben weithin sichtbar

Das Kalkwerk Leoben ist ein Kalkwerk und eine Schottergrube in Leoben in der Steiermark. Als Steirische Montanwerke AG war es ein bedeutendes Bergbauunternehmen und gehört heute zu Wietersdorfer (Baumit).

## Lage

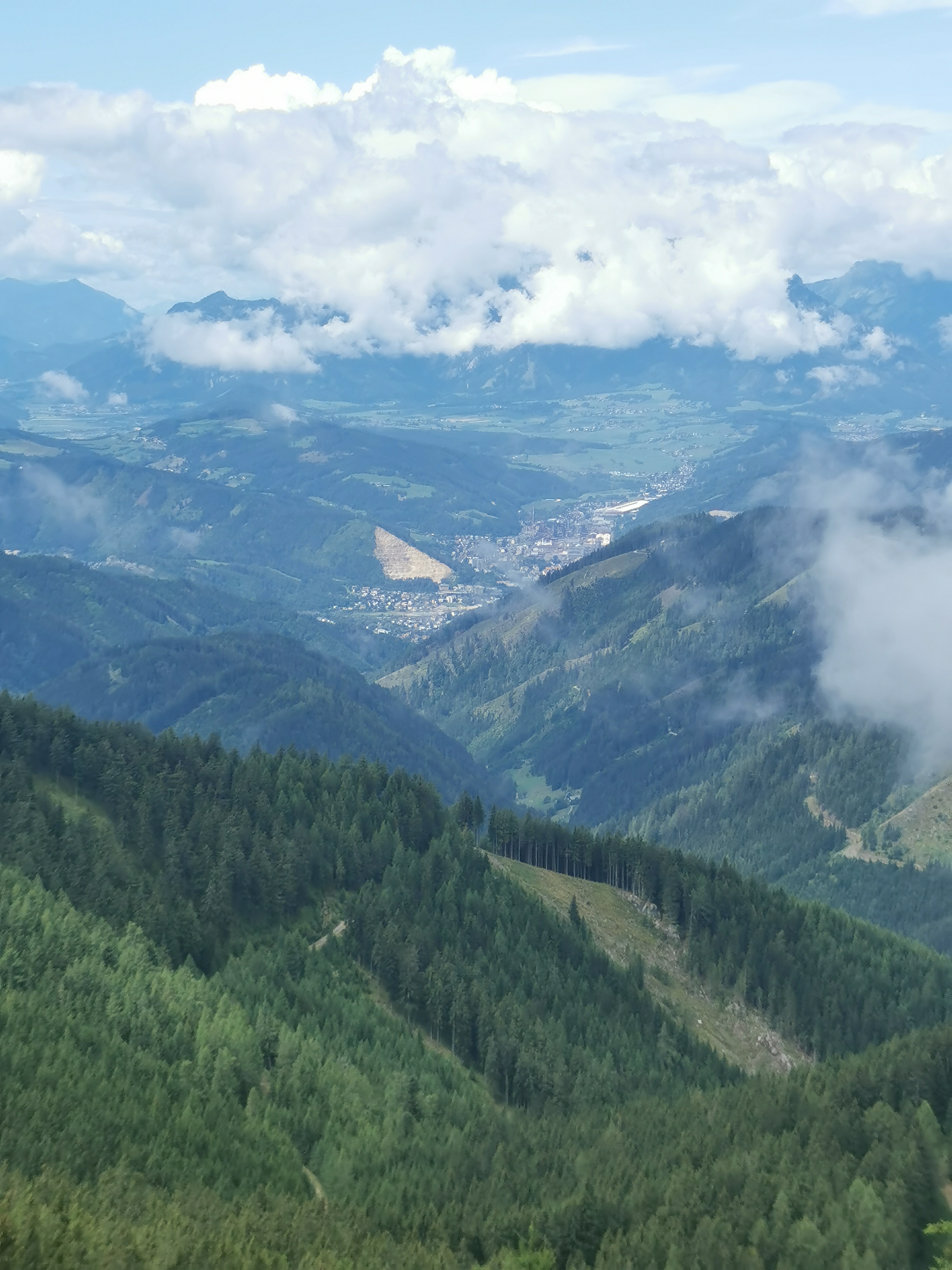
Fernblick vom Wetterkogel durch den Gößgraben auf das Kalkwerk

Der Abbau liegt weithin sichtbar am Galgenberg im Stadtteil Leitendorf in Leoben. Wegen seiner Form durch den terrassierten Abbau wird er auch als „zweiter Erzberg“ bezeichnet. Darunter erstrecken sich die Verarbeitungsanlagen.

## Geschichte
Das Werk wurde 1874 von Franz II. Mayr-Melnhof, der vorher die gesamten Mayr’schen Eisenwerke in Donawitz verkauft hatte, gegründet. Daraus gingen nach der Übernahme des Kalkwerks Peggau die Steirischen Montanwerke von Franz Mayr-Melnhof KG hervor. Dazu kamen dann auch das Portland-Zementwerk Peggau, das Kalkwerk Bad Ischl und der Trass-Abbau Feldbach-Gossendorf, und zeitweise gepachtet die Steirische Kohlenbergwerke AG (Kapfenberg, Weiz, Ilz, Gratkorn).
1949 gelang hier – nach der Übernahme der Österreichischen Trass-Werke Ges.m.b.H. – die Entwicklung eines neuartigen Bindemittels für Baustoffe, Trassit.
1968 wurde die Steirische Montanwerke AG vom Tiroler Unternehmen Perlmooser übernommen, das damit zu einem der größten Baustoffunternehmen Österreichs wurde. 1993/94 kaufte die Kärntnerisch-Steirische Wietersdorfer Gruppe, deren einer Zweig schon 1988 zu den Wietersdorfer und Peggauer Zementwerken fusionierte, die Steirischen Montanwerke. Nach der Übernahme erfolgten größere Investitionen und die Umrüstung vom reinen Rohstoffabbau zu Fertigprodukten.
Danach firmierte das Werk als Wietersdorfer und Peggauer Zementwerke GmbH, derzeit gibt es drei Teilfirmen mit Hauptsitz in Klagenfurt, Kärnten. Die Firmen vertreten vor Ort auch die Marken baumit und Kema. Die Steirischen Montanwerke gibt es nur mehr formalrechtlich.
Am 2. Juli 2021 kam es zu einem Zwischenfall bei Sprengarbeiten, als eine missglückte Sprengung für Sachschäden und eine leichtverletzte Person in der unmittelbaren Nachbarschaft des Steinbruchs im Ortsteil Leitendorf sorgte.

## Geologie und Produktion

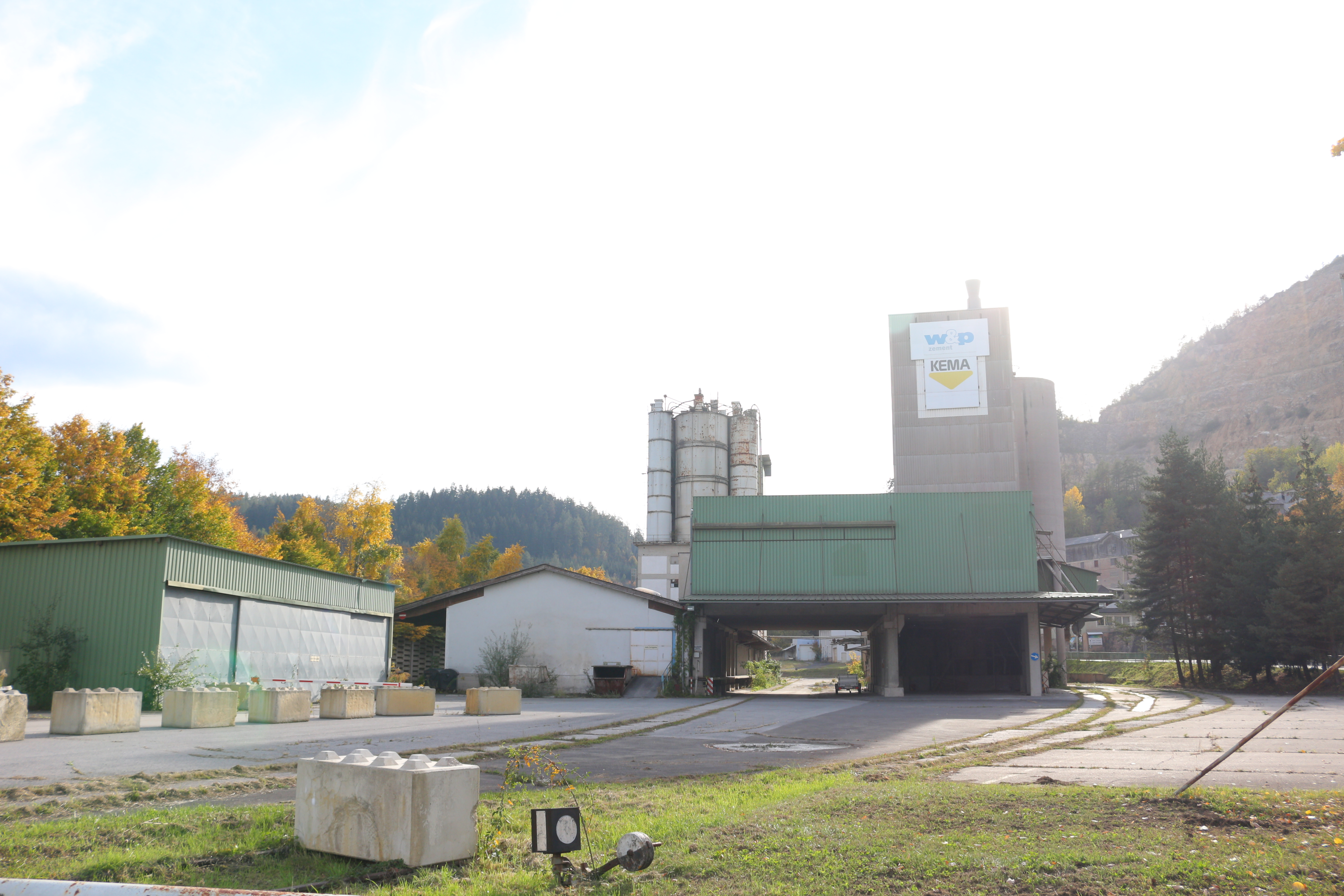
Betriebsgelände des Kalkwerks, links hinten der Tagebau

Es wird ein feinkristalliner teils kalkiger, teils dolomitischer Marmor (metamorpher Kalkstein bzw. Dolomitstein) abgebaut. Es handelt sich um eine höhermetamorphe (kristalline) Formation innerhalb der Grauwackenzone, die sich, in zwei Züge gespalten, von Grünstein (Chloritschiefer und Hornblendegesteinen) begleitet und stark gestört, vom Galgenberg westwärts über die Niederung und Jassing zieht und sich hinter dem Liesingtal am Fressenberg bei Zmöllach verliert. Eingebettet sind die Gesteine in einen Zug von Sandstein und Phyllit der Veitscher Decke, der die Störung bis Bruck ostwärts streifend begleitet und durch den Lauf der Mur markiert ist. Die ganze kristalline Formation (Marmor und Grüngesteine) wird nach dem unmittelbar nordwestlichen liegenden Berg südlich von Sankt Peter-Freienstein Traidersberg-Folge genannt. Sie stellt – analog zur Kaintaleck-Scholle – die sedimentäre Basis der Norischen Decke der Grauwackenzone dar, die im Zuge der Alpenbildung über die Veitscher Decke geschoben wurde. Stellenweise (insbesondere im Raum Leoben - Galgenberg) ist die Traidersberg-Folge mehrfach in die darunter liegende Veitscher Decke eingeschuppt.
Nicht in Zusammenhang steht diese Vorkommen mit den schwach metamorphen devonischen Karbonatgesteinen nordwestlich, bei St. Peter-Freienstein (Kalkwerk am Kulm) und dem Reiting-Massiv, diese stellen die sedimentäre Überlagerung der Traidersberg-Folge dar.
Ebenso wenig vergleichbar sind die teilweise unmittelbar dem Galgenberg benachbarten Kalksteine der Veitscher Decke (schwach metamorpher Triebensteinkalk aus dem Karbon), die z. B. die Südwand des Häuselbergs (südlich des Kalkwerks Leoben) und die Felsrippe unter der Pampichler-Warte (südöstlich von Leoben) aufbauen sowie im Steinbruch Lebergraben abgebaut werden.
Das Abbaugebiet am Galgenberg umfasst etwa 7 Hektar (1990: 6,7 ha).
Heute werden daraus hochqualitative Fertigputze, Düngekalk und Schotter produziert.